# Kazimierz Halicki (polityk)
Kazimierz Halicki (ur. 4 marca 1919 w Białymstoku, zm. 18 listopada 1977 tamże) – polski rzemieślnik i działacz społeczny, poseł na Sejm PRL VI kadencji (1972–1976). 

## Życiorys
Urodził się w Białymstoku w rodzinie robotniczej. W młodości zatrudniony w warsztacie harcerskim, gdzie zajmował się czapnictwem. W 1940 zmobilizowany do Armii Czerwonej, walczył m.in. na Kaukazie oraz na froncie bułgarskim w 1944. W 1946 powrócił do Polski, gdzie założył zakład rzemieślniczy w Białymstoku. W 1966 został prezesem zarządu lokalnej Izby Rzemieślniczej. Od 1973 pełnił obowiązki przewodniczącego Rady Izb Rzemieślniczych w Białymstoku. Od 1972 zasiadał w Radzie Centralnego Związku Rzemiosła. Był członkiem Miejskiej (1968–1973) i Wojewódzkiej Rady Narodowej (od 1973). W 1963 wstąpił do Stronnictwa Demokratycznego, z ramienia którego uzyskał w 1972 mandat posła na Sejm PRL VI kadencji. Był członkiem Komisji Drobnej Wytwórczości, Spółdzielczości Pracy i Rzemiosła. W latach 70. pełnił obowiązki wiceprzewodniczącego Wojewódzkiego Komitetu SD w Białymstoku. Był członkiem Rady Zakładów Doskonalenia Zawodowego w Białymstoku. Zmarł 18 listopada 1977. Został pochowany na cmentarzu św. Rocha w Białymstoku.
Był żonaty z Wandą Halicką. 

## Ordery i odznaczenia
- Krzyż Kawalerski Orderu Odrodzenia Polski
- Złoty Krzyż Zasługi
- Srebrny Krzyż Zasługi
- Medal „Za obronę Kaukazu”
- Medal „Za zwycięstwo nad Niemcami w Wielkiej Wojnie Ojczyźnianej 1941–1945”
- Odznaka 1000-lecia Państwa Polskiego
- Srebrna Odznaka honorowa „Zasłużony Białostocczyźnie”
- Odznaka „Zasłużonemu Działaczowi Stronnictwa Demokratycznego”